# Johann Flugi d'Apremont
Johann Flugi d'Apremont (13 de dezembro de 1595 - 24 de janeiro de 1661) foi um prelado católico romano que serviu como bispo de Chur (1636 – 1661).

## Biografia
D'Apremont nasceu em La Punt-Chamues a 13 de dezembro de 1595 e foi ordenado sacerdote em 1621. Foi escolhido bispo de Chur no dia 1 de fevereiro de 1636 e confirmado pelo Papa Urbano VIII a 22 de setembro de 1636. No dia 14 de dezembro de 1636, foi consagrado bispo por Ranuccio Scotti Douglas, bispo de Borgo San Donnino. Serviu como bispo de Chur até à sua morte a 24 de janeiro de 1661.